# Mirza Kapetanović
Mirza Kapetanović (Sarajevo, 30 giugno 1959) è un ex calciatore jugoslavo e bosniaco, di ruolo difensore centrale.